# Андровский сельский совет (Бердянский район)
Андровский сельский совет (укр. Андрівська сільська рада) — входит в состав
Бердянского района
Запорожской области
Украины.
Административный центр сельского совета находится в 
с. Андровка.

## История
- 1862 — дата образования.

## Населённые пункты совета
- с. Андровка
- с. Полоузовка
- с. Трояны